# Galleria Principe di Napoli
La galleria Principe di Napoli è una galleria commerciale partenopea, situata tra l'Accademia delle belle arti e il Museo archeologico nazionale.

## Storia: dalle fosse del grano al nuovo quartiere
La zona dove sorge la galleria era occupata sin dalla fine del XVI secolo dalle cosiddette "fosse del grano"', cioè il deposito granario della città, che la tradizione vuole costruito su progetto dell'architetto figlio d'arte Giulio Cesare Fontana e che fu ampliato nel 1587 dall'ingegnere Giovanni Vincenzo Della Monica. Vi lavorò come ingegnere capo dal 1601 al 1602 Giovan Battista Cavagna (aiutato anche dal mastro Giovan Giacomo Di Conforto) ed è in questo periodo che le fosse furono affiancate da un secondo deposito, costruito entro il 1608. La loro architettura era estremamente irregolare per via della conformazione del suolo. Il deposito originario era costituito da varie cavità (appunto le  fosse) e si apriva in direzione nord-sud dietro i conventi di San Giovanni Battista delle Monache e di Santa Maria di Costantinopoli, mentre il secondo, che aveva le caratteristiche di semplice magazzino, si estendeva dal termine del primo fino all'estremità del largo del Mercatello.
Il declino delle fosse del grano cominciò ai primi del XIX secolo, con l'abolizione nel 1804 del monopolio annonario, così la struttura fu adibita come prigione, deposito e caserma militare. Nel 1848, in occasione delle novità liberali, fu suggerita la loro demolizione in luogo della sede del nuovo Parlamento, ma l'idea rimase tale.
Nel 1852 Gaetano Genovese, architetto municipale, propose la demolizione delle fosse del grano per permettere il prolungamento di via Toledo fino al palazzo del Museo. La proposta ebbe seguito, infatti furono avviati i lavori di demolizione degli edifici della zona, fu abbattuta anche la porta di Costantinopoli nel 1853 e fu aperta il 30 maggio dello stesso anno la salita delle Fosse del Grano (attuale via Pessina), ma dopo una fase di attività, anche per quanto riguarda i progetti, i lavori furono interrotti nel 1856, forse con il determinante influsso del convento di Santa Maria di Costantinopoli che risultava coinvolto in quanto veniva intaccato il suo giardino. Fino alla caduta del regno borbonico ci furono alcuni vani tentativi di riprendere l'impresa, con la presentazione di altri progetti.
Con l'Unità viene presentato un progetto di ricostruzione dell'area da parte degli architetti Nicola Breglia e Giovanni De Novellis, i quali nel 1863 fecero risistemare la salita della Fosse del Grano, che assunse il nome di "via Museo Nazionale" (attuale via Pessina), mentre per la ricostruzione edilizia si palesarono subito varie difficoltà a procedere per via di molte opposizioni. I due architetti così presentarono nel 1868 un nuovo progetto, che ricalca l'impianto urbano tra il Museo e piazza Dante che ancora oggi sussiste. Ottenuto il via libera, i lavori cominciarono. Fu aperta anche via Bellini, che fu fatta terminare a sud dinanzi al palazzo Rinuccini.

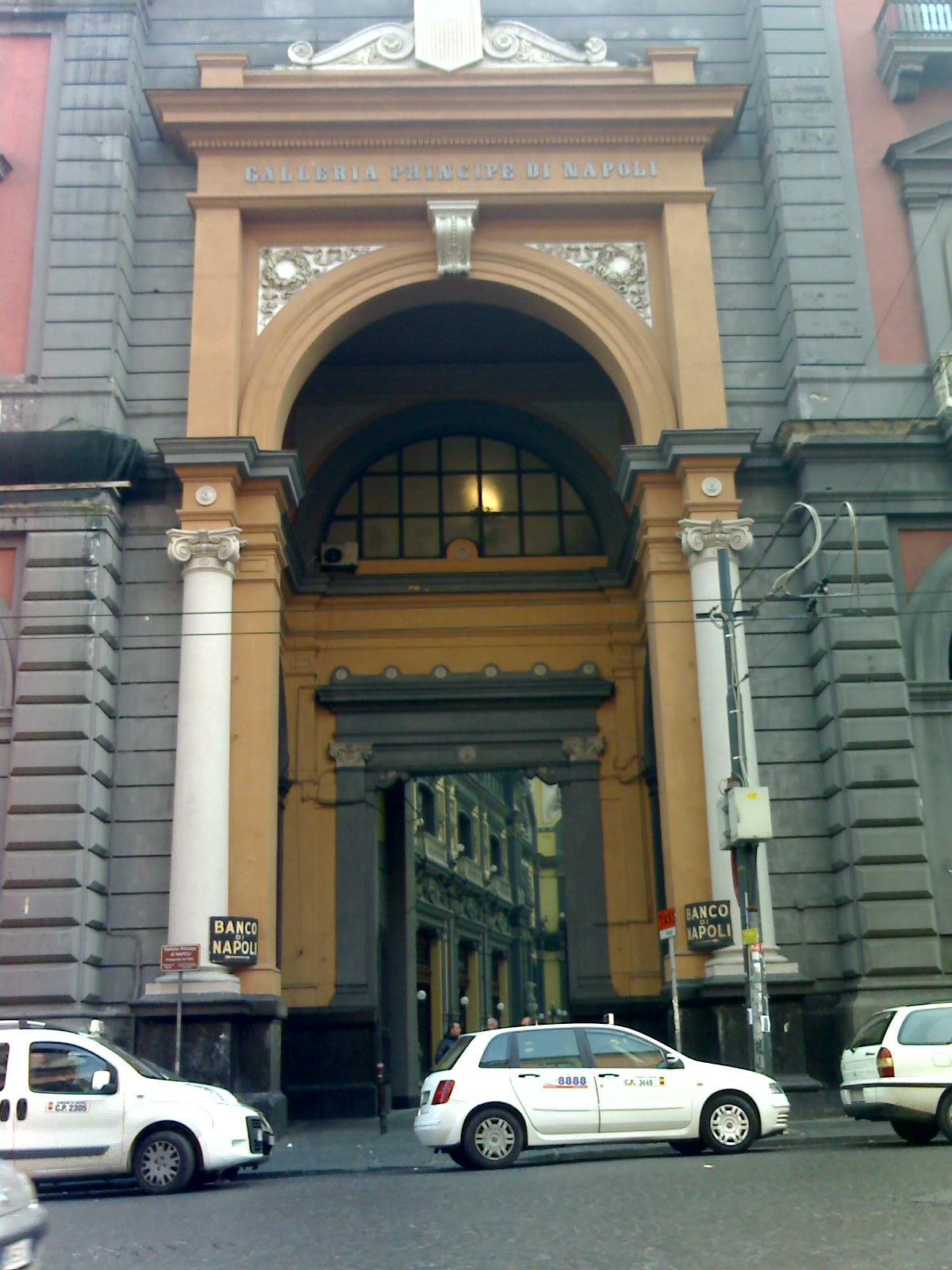
Particolare dell'ingresso nord, di fronte al Museo archeologico

Anche a nord si erano presentati problemi, che impedirono il termine di via Bellini davanti al Museo. Fu così stabilita la costruzione di un porticato, che nel 1869 fu cambiato in galleria commerciale con copertura in ferro e vetro. I lavori per l'erezione di questa iniziarono nel 1870 sempre su progetto di Breglia e De Novellis, ma i lavori furono dopo poco sospesi; dopo periodi alterni di avanzamento e di stasi (si lavorò solo tra il 1873 e il 1874), i lavori di costruzione vennero ripresi nel 1877 e dopo un'ennesima sospensione definitivamente completati nel 1883.

## L'architettura
La galleria fu costruita in muratura, con una copertura in ferro e vetro. È costituita da tre bracci, ognuno dei quali termina con un'uscita. Era prevista anche la costruzione di un quarto braccio, ma non fu possibile realizzarlo per la presenza della chiesa di Santa Maria di Costantinopoli. Di fronte al Museo archeologico, l'uscita della galleria si inserisce in un ampio porticato. È singolare notare che le tre uscite della galleria sono caratterizzate da scalinate di lunghezze diverse, a causa del dislivello presente tra la varie strade sulle quali la galleria si affaccia.

## Il parziale crollo ed il restauro

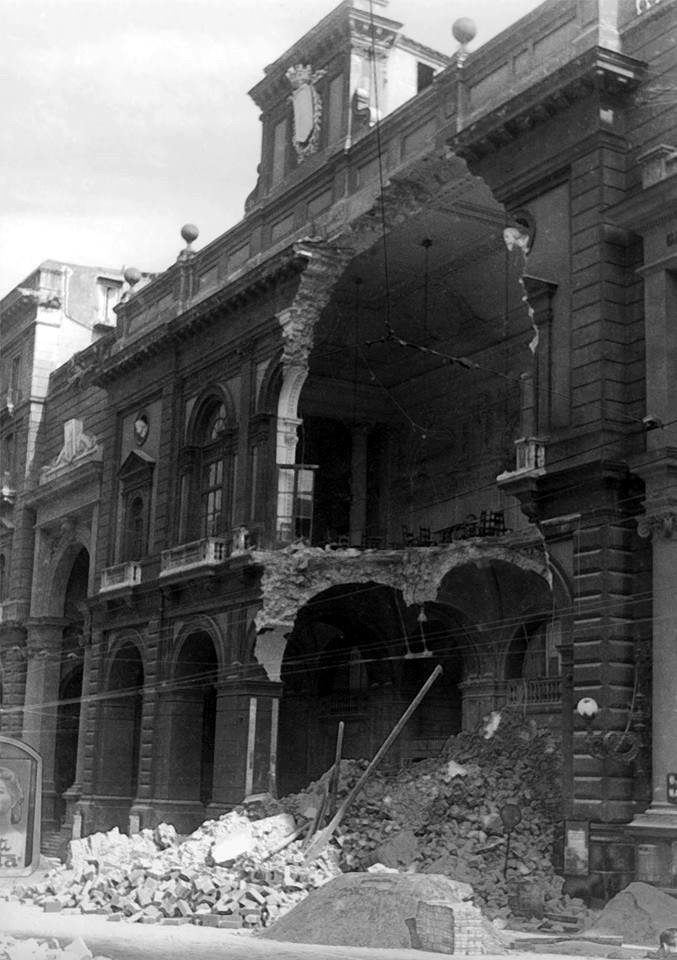
Crollo della facciata nord (agosto 1965)

A causa della mancanza di manutenzione e del suo degrado, nell'agosto 1965 crollò la facciata del suo ingresso su piazza Museo. Per due anni non fu intrapreso niente, a parte l'erezione di due barbacani per puntellare la  Galleria che presentava comunque delle gravi lesioni. Poiché il suo stato era alquanto fatiscente, e generalmente fu riconosciuto che per la Galleria non si era mai realizzata quella funzione per la quale era stata costruita, fu proposto da più parti - anche da enti e personalità di rilievo - un suo definitivo abbattimento per realizzare al suo posto un edificio per uffici e abitazioni, o un'area verde, o un parcheggio sotterraneo per il Museo. In particolare il "Sindacato architetti liberi professionisti per la Campania" propose al Comune di Napoli una ristrutturazione dell'intero isolato, avendo in ciò l'appoggio - seppure non ufficiale - del soprintendente archeologo Alfonso De Franciscis; per questa ragione non videro di buon occhio lo stanziamento - seppure tardivo nel 1967 - da parte del Comune di 107 milioni di lire per la ricostruzione della facciata crollata, giudicandolo uno sperpero di denaro pubblico. Nonostante ciò nel giugno-luglio del 1969 furono intrapresi ed infine realizzati quei radicali lavori di restauro che ci hanno conservato la Galleria fino al giorno d'oggi.

### Tempi recenti

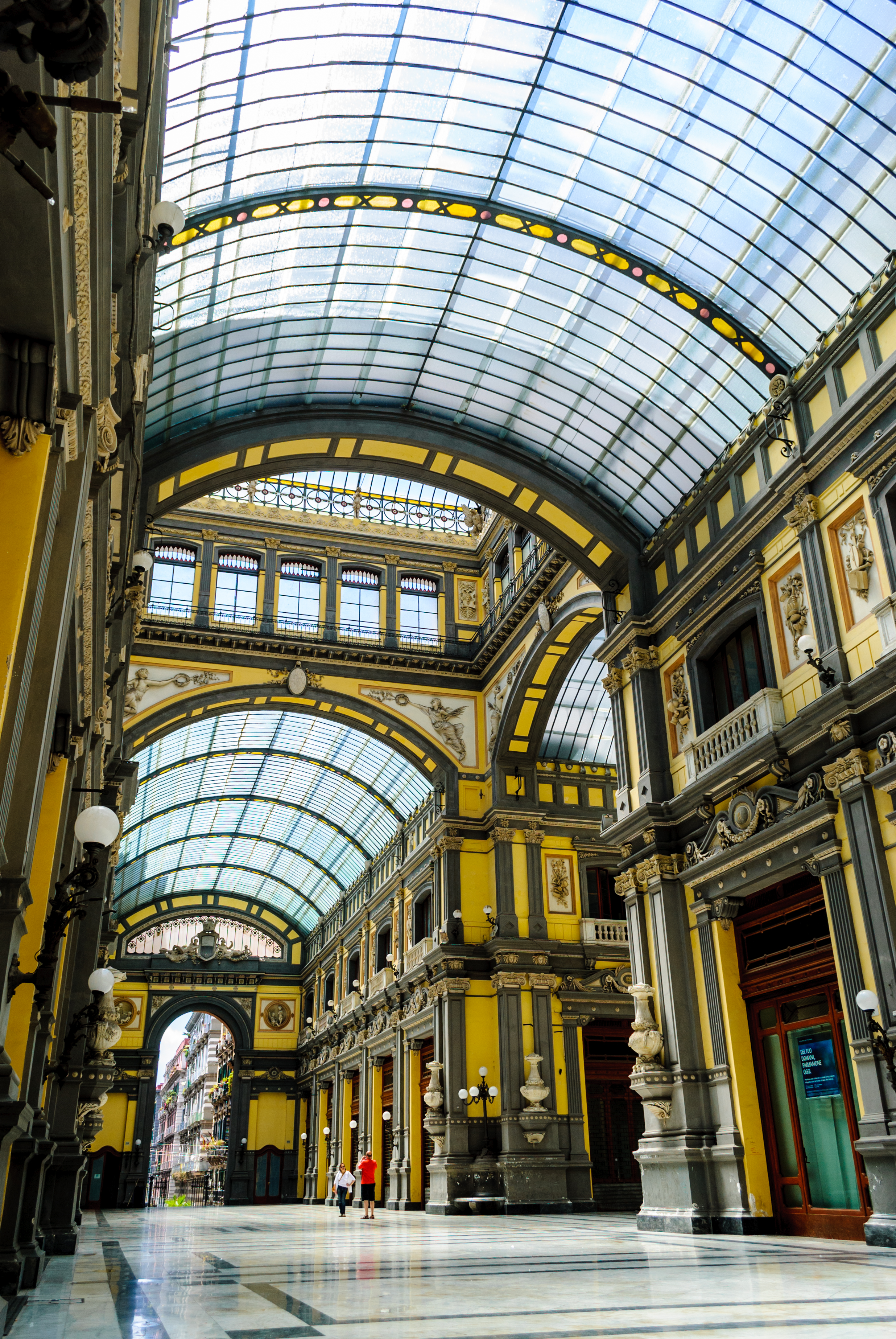
Interno

La galleria non è mai stata quel centro commerciale che era nelle intenzioni dei committenti e dei realizzatori, poiché ospitando soprattutto uffici comunali, è - dopo il loro orario di chiusura - sostanzialmente un luogo privo di vita, fatta eccezione per i turisti che la attraversano, per dirigersi o tornare dal Museo archeologico.
Diventando terra di nessuno, nel pomeriggio, essa si rianimava soltanto dei ragazzini del quartiere che, privi di spazi ludici in zona, la utilizzavano come campo di calcio, distruggendo sistematicamente a pallonate tutte le bocce di vetro delle illuminazioni della galleria, anche quando queste venivano ripristinate, soprattutto in occasione di sfilate di moda.
Per impedire vandalismi ed un degrado maggiore, di notte la Galleria non era accessibile, venendo chiusi i suoi cancelli. Ciò non impediva il degrado.

### Il recupero
Nel 2007-2008 la Galleria è stata radicalmente restaurata e resa di nuovo accessibile al pubblico a partire dal giugno 2009. Il rilancio tanto atteso non è avvenuto e a pochi anni dal suo restauro si è reso necessario un nuovo intervento di recupero della struttura.